# Ниуклук
Ниуклук (англ. Niukluk River) — река на западе штата Аляска, США. Крупнейший приток реки Фиш, которая несёт свои воды в залив Нортон Берингова моря. Длина реки Ниуклук составляет 84 км.
Высота истока — 847 м над уровнем моря.
Берёт начало в районе горного хребта Бенделебен и на протяжении 24 км течёт через широкую долину, затем входит в более узкую долину и течёт по ней на протяжении 32 км. Ниже устья реки Мелсинг-Крик долина вновь расширяется. Впадает в реку Фиш в 55 км к северо-востоку от населённого пункта Соломон. Принимает множество притоков, крупнейшим из которых является река Касадепага, которая впадает в Ниуклук с юга.
В бассейне реки имеются богатые месторождения золота. Золото было найдено и в верховьях реки, однако наиболее значительные его запасы сосредоточены ниже устья реки Американ-Крик.